# Jan Ruff-O'Herne
Jeanne Alida „Jan” Ruff-O'Herne (18. ledna 1923 Bandung – 19. srpna 2019 Adelaide) byla nizozemsko-australská aktivistka za lidská práva známá pro svou mezinárodní kampaň proti sexuálnímu násilí v období války. Během 2. světové války byla přinucena Japonskou císařskou armádou k sexuálnímu otroctví. Po padesáti letech mlčení začala v 90. letech 20. století veřejně vystupovat s čímž nepřestala až do své smrti. Po japonské vládě požadovala formální omluvu a zdůraznění těžkého údělu ostatních „utěšitelek”.

## Životopis
Narodila se v roce 1923 v Bandungu v Nizozemské východní Indii, tehdejší kolonii Nizozemské koloniální říše. Během japonské okupace nizozemské východní Indie, byly Jan a tisíce nizozemských dívek, nuceny do těžké fyzické práce a zajateckých táborech v opuštěných vojenských kasárnách v Ambawaře v Indonésii. V únoru 1944 do tábora přijeli vysocí japonští hodnostáři s rozkazem, aby před ně nastoupily všechny sedmnáctileté a starší dívky. Vybrali deset dívek, jednadvacetiletá Jan byla jednou z nich. Jan a dalších šest mladých žen bylo japonskými hodnostáři vzato do starého holandského koloniálního domu v Semarangu. Dívky si myslely, že budou nuceny pracovat v továrně nebo využity pro propagandu. Brzy zjistily, že koloniální dům se přetváří na vojenský nevěstinec. Jan tu noc posbírala podpisy všech dívek. V různých barvách je vyšila na malý bílý kapesník, který pak střežila dalších padesát let. Ve svých spisech jej označovala za drahocenný „tajný důkaz o zločinech, které na nás byly spáchány”.
První den byly pořízeny fotografie dívek, které byly vystaveny ve vstupní místnosti. Vojáci si podle fotografií vybírali dívky, které chtěli. Každá dívka dostala japonské jméno, všechny to byly jména květin. Po následující tři měsíce byly dívky znásilňovány a bity.
| „                  | Vysvlékli mě do naha. Vzali mi všechno, moje mládí, mou sebeúctu, mou důstojnost, mou svobodu, můj majetek a mou rodinu. | “ |
| — Jan Ruff-O'Herne | |   |

Jan s vojáky bojovala každou noc. Dokonce si ostříhala vlasy, aby byla pro vojáky ošklivá. To však mělo opačný efekt, a spíše to zní udělalo kuriozitu. Krátce před koncem války, byly ženy přesunuty do tábora Bogor na Západní Jávě, kde se shledaly se svými rodinami. Japonci je varovali, že pokud někomu řeknou o tom co se jim stalo, budou spolu se svou rodinou zabity. Mnoho z rodičů dívek uhádlo co se jim stalo, mnohé dívky však mlčely, včetně Jan.
Po skončení války byla Jan osvobozena. Seznámila se s Tomem Ruffem, členem britské armády. Vzali se v roce 1946. Společně žili v Británii, a poté v roce 1960 emigrovali do Austrálie, kde vychovali své dvě dcery Eileen a Carol. V dopisech, které Jan psala Tomovi před svatbou, naznačila co se jí během války stalo, a žádala o trpělivost, pokud by se měli vzít. Desetiletí po válce, měla Jan stále noční můry a cítila strach, zvláště během pohlavního styku se svým manželem. Jejích manželství bylo dobré, ale Janin život stále ovlivňovala její zkušenost „utěšitelky”.
V roce 2001 Jan obdržela od australské vlády Medaili ke stému výročí, za „kampaň a obhajobu lidských práv a ochranu žen ve válce”.
Jan Ruff-O'Herne zemřela v Adelaide 20. srpna 2019 ve věku 96 let. Postava Ellen Jansen v muzikálu Comfort Women: A New Musical je založena na Jan Ruff-O'Herne.

## Aktivismus za lidská práva
Dekády po válce, Jan veřejně nepromluvila o své zkušenosti, až do roku 1992, kdy korejské utěšitelky požadovaly omluvu a kompenzaci od japonské vlády. Jejich činy ji inspirovaly, aby sama veřejně vystoupila. Na pozvání nizozemské organizace Stichting Japanse Ereschulden, Jeanne prolomila své mlčení a sdělila svůj příběh na Mezinárodním veřejném slyšení o japonských válečných zločinech v Tokiu v prosinci 1992. V roce 1994 vydala své memoáry pod titulem Fifty Years of Scilence (překlad: Padesát let mlčení), dokumentující obtíže, kterým v tichosti čelila jako přeživší válečného sexuálního násilí.
V roce 1998 byl oficiálně založen Fond asijských žen pro oběti z Nizozemí. Ačkoli 79 Holanďanek přijalo omluvu Japonska a peněžní odškodnění, Jan považovala fond za urážku a odmítla nabídnutou kompenzaci, požadujíce aby se Japonsko vyrovnalo se svou historií a nabídlo upřímnou omluvu. Od roku 1992 pokračovala v práci v boji za „těžký úděl utěšitelek a ochranu žen ve válce”. V září 2001 obdržela od nizozemské vlády Oranžsko-nasavský řád za záslužnou práci.

Dne 15. února 2007 se Jeanne Ruff-O'Herne objevila před Sněmovnou reprezentantů Spojených států amerických jako součást kongresového slyšení na téma „Ochrana lidských práv utěšitelek”:
Vyprávělo se mnoho příběhů o hrůzách, brutalitách, utrpení a hladovění holandských žen v japonských zajateckých táborech. Ale jeden příběh nebyl nikdy vyprávěn, nejhanebnější příběh nejhoršího porušování lidských práv, kterého se Japonci dopustili za druhé světové války: Příběh „utěšitelek“, džugun ianfu, a jak byly tyto ženy násilím zajaty proti své vůli, aby poskytovaly sexuální služby pro japonskou císařskou armádu... ...odpustila jsem Japoncům, co mi udělali, ale nikdy nezapomenu. Po padesát let zachovávaly „utěšitelky“ ticho; žily se strašlivou hanbou, pocitem pošpinění a špinavosti. Trvalo 50 let, než se zničené životy těchto žen staly otázkou lidských práv. Doufám, že tím, že jsem promluvila, jsem byla schopna přispět ke světovému míru a usmíření, a že takové porušování lidských práv žen se již nebude opakovat.

— Prohlášení Jan Ruff O'Herne na kongresovém slyšení Spojených států v roce 2007